# 日本大学イベントサークル強盗事件
日本大学イベントサークル強盗事件（にほんだいがくイベントサークルごうとうじけん）は、2018年に発生した強盗事件。この強盗事件からイベントサークルの実態が明るみとなり複数の逮捕者を出した。

## 概要

### 強盗事件
2018年6月、東京都港区の路上で日本大学に在籍するイベントサークル幹部の2人の大学生が、同じイベントサークルの元部員の首を絞めるなどをして鞄を奪った。この人物のイベントサークルでは毎月4人を入会させるというノルマがあり、達成できなければ12万円の罰金を支払うこととなっていた。そして退会する場合にも高額な退会費を支払うこととなっていた。強盗をされることとなった人物はイベントサークルを退会したことから契約違反とされて36万円を支払うことを要求されていたためであった。警視庁は11月にこの大学生2人を強盗容疑で逮捕した。

### 強盗事件からの展開
2019年1月には強盗容疑で逮捕された人物に続いて、イベントサークル会長で自称広告代理店経営の人物が逮捕される。逮捕容疑は2017年9月に都内のイベントサークル事務所で、脱会を申し出た男性に対して金銭を支払うかメンバー2人を勧誘しないと辞められないと脅し、借用書を書かせて支払うことを約束させた疑いから。
2019年3月5日には、5人目の逮捕者が出る。容疑は2018年夏ごろに、イベントサークルのメンバーを脅して借用書を書かせるなどして現金を取り立てていたことから。
2019年3月17日には、6人目の逮捕者が出る。容疑は退会を申し出た女性に対して、未納分の運営費を払えと脅し借用書を書かせたことから。キャバクラで働いて支払うことが要求されていた。